# رالف وان ویلیامز

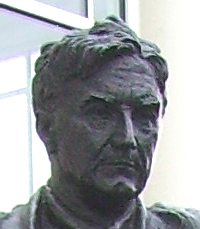
رالف وان ویلیامز

رالف وان ویلیامز (به انگلیسی: Ralph Vaughan Williams) (زادهٔ ۱۲ اکتبر ۱۸۷۲ – درگذشتهٔ ۲۶ اوت ۱۹۵۸) آهنگساز انگلیسی بود که برای سمفونیها و اپراها و فیلم‌ها و مانند اینها موسیقی می‌ساخت.
رالف وان ویلیامز موسیقی را در کالج سلطنتی موسیقی لندن و در پاریس نزد موریس راول فراگرفت. او استاد آهنگسازی در کالج سلطنتی موسیقی لندن و رهبر «کُرِ باخ» شد. همچنین، جمع‌آوری‌کنندهٔ فعال آوازهای فولکلور انگلیسی بود. وان ویلیامز نُه سمفونی نوشت؛ از جملهٔ آنها سمفونی لندن، پاستورال، چند کنسرتو، چند اپرا مانند سِر جان عاشق، هیویِ چوپان و نیز آثار کُرال مانند سِرِناد برای موسیقی، آوازها و موسیقی فیلم می‌باشد.